# Noël (альбом)
Noël (рус. рождественское песнопение) — рождественский альбом Джоан Баэз, вышедший в 1966 году. В этом альбоме Баез сотрудничает с композитором Питером Шикеле. Он выделяется на фоне другого творчества певицы и находится за пределами гитарных стандартов американского фолка. Чуть ли не полностью составлен из народных рождественских песен.

## Список композиций
1. «O come, O come, Emmanuel» (народная)
2. «Coventry Carol» (народная)
3. «Good King Wenceslas» (народная)
4. «The Little Drummer Boy» (K. Davis, H. Onorati, H. Simeone)
5. «I Wonder As I Wander» (народная)
6. «Bring a Torch, Jeanette, Isabella»
7. «Down in Yon Forrest» (народная)
8. «The Carol of the Birds» (народная)
9. «Angels We Have Heard on High» (народная)
10. «Ave Maria» (Франц Шуберт) (поёт на немецком)
11. «Mary’s Wandering» (народная)
12. «Deck the Halls» (народная)
13. «Away in a Manger» (J. Murray)
14. «Adeste Fideles (O Come, all ye Faithful)» (народная)
15. «Cantique de Noël (O Holy Night)» (A. Adam)
16. «What Child Is This» (народная)
17. «Silent Night» (F. Gruber)

Бонус-треки на переиздании 2001 года:
1. «The First Noel» (народная)
2. «We Three Kings» (народная)
3. «Virgin Mary» (Народная)
4. «Good Christian Kings» (народная)
5. «Burgundian Carol» (народная)
6. «Away in a Manger» (J. Murray) (альтернативная версия спетая на французском)